# David Buss
Pour les articles homonymes, voir Buss.
David Buss, né le 14 avril 1953, est professeur de psychologie évolutionniste à l'université du Texas à Austin. Ses recherches sont consacrées au désir et aux choix amoureux. Il a publié une étude en 1989 sur les préférences sexuelles auprès de 37 cultures humaines.
D'une façon générale, ses études montrent que les femmes accordent plus d'importance au statut social de leur partenaire masculin, tandis que les hommes se focalisent davantage sur les caractéristiques reproductrices des femmes (âge et la beauté physique).

### Ouvrage traduit en français
- Les stratégies de l'amour [« The Evolution Of Desire: Strategies Of Human Mating »], InterEditions, 1997, 271 p. (ISBN 978-2729605445)